# Parliament House (Adelaide)

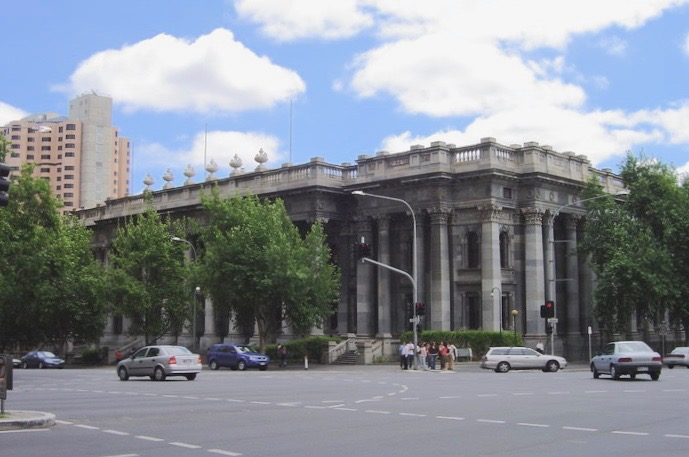
Parliament House u zbiegu ulic North Terrace i King William Road w Adelaide, stolicy stanu Australia Południowa

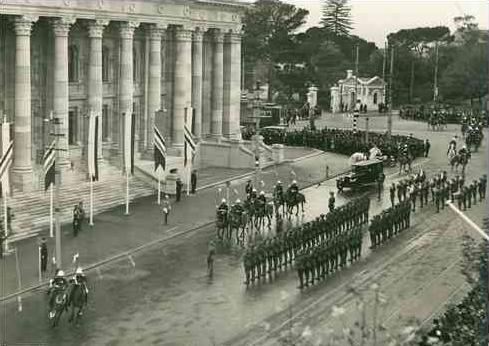
Uroczyste otwarcie Gmachu Parlamentu przez Gubernatora Generalnego, 5 czerwca 1939 roku

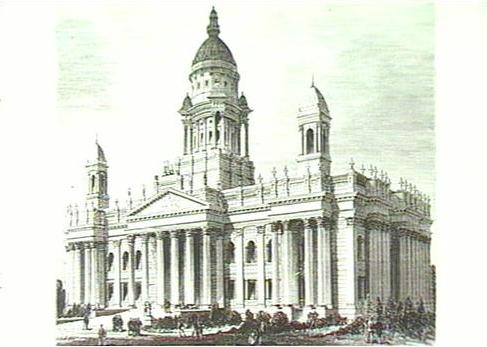
Obraz przedstawiający pierwotny projekt gmachu. Widoczne na nim wieże i kopuła zostały pominięte w ostatecznie zatwierdzonej wersji projektu

Gmach Parlamentu (ang. Parliament House) – znajdująca się na rogu North Terrace i King William Road w centrum Adelaide siedziba Parlamentu Australii Południowej. Obecny budynek, ze względów finansowych wznoszony na przestrzeni 65 lat (1874-1939), zbudowano w celu odciążenia pierwotnego, zatłoczonego Parliament House, dziś nazywanego „Old Parliament House”.
W House of Assembly (Izba Zgromadzenia – izba niższa) zasiada 47 deputowanych.
W wyniku wyborów z roku 2014, niższa izba składała się 23 laburzystów, 22 liberałów i 2 niezrzeszonych, Geoff Brock oraz Bob Such. Martin Hamilton-Smith opuścił szeregi Partii Liberalnej niedługo po samych wyborach, zmniejszając liczbę reprezentantów tego ugrupowania do 21 miejsc. Tak Hamilton-Smith jak i Brock są członkami gabinetu, zapewniają zaufanie i zaopatrzenie (ang. confidence and supply; system, w którym niezrzeszeni politycy zgadzają się popierać stronę rządzącą), utrzymując jednocześnie prawo do głosowania zgodnie z własnymi przekonaniami (ang. conscience vote). Partia Pracy (laburzyści) z mniejszości stali się większością w nowym rządzie wraz z wygraną Nat Cook w wyborach uzupełniających w okręgu Fisher w Adelaide z roku 2014, zorganizowanych w związku ze śmiercią Boba Sucha.
W Legislative Assembly (Rada Ustawodawcza – izba wyższa) zasiada 22 reprezentantów.

## Historia
W roku 1874, Gubernator Australii Południowej powołał komisję, której zadaniem było rozstrzygnięcie konkursu na projekt nowego budynku. Zwycięski okazał się ten autorstwa wiodącego architekta z Adelaide, Edmunda Wrighta i współprojektanta Lloyda Taylora. Klasycystyczny projekt zakładał bogato zdobione kolumny w porządku korynckim, imponujące wieże i wspaniałą kopułę. Niestety, brak funduszy wymusił rezygnację z wież i kopuły w ostatecznie wdrożonym wariancie projektu. Od czasu do czasu pojawiają się plany ukończenia budynku poprzez dodanie pominiętych fragmentów, dotychczas żadne z nich nie zostały jednak zrealizowane.
Do budowy gmachu użyto marmuru z Kapundy (80 km na północ od Adelaide) i granitu z West Island. Budowę rozpoczęto w roku 1874 w Skrzydle Zachodnim a zakończono w 1889; łączny koszt przedsięwzięcia wyniósł 165 404 funty. Zachodnie Skrzydło zawierało nową salę obrad Izby Zgromadzeń Australii Południowej i powiązane z nią biura. Rada Ustawodawcza wciąż obradowała w sąsiednim Old Parliament House. Kryzys ekonomiczny z lat 90. XIX wieku opóźnił prace nad ukończeniem nowego Gmachu Parlamentu. Szkice planów dla Skrzydła Wschodniego pojawiły się dopiero w roku 1913, jednak wybuch I wojny światowej spowodował dalsze opóźnienia w budowie.
Do projektu powrócono w latach 30. XX wieku, dzięki darowiźnie Sir Johna Langdona Bonythona w kwocie 100 tysięcy funtów. Wysłał on czek do Premier Stanu z notką zaznaczającą, że pieniądze powinny zostać przeznaczone na sfinalizowanie budowy na wpół skończonego Gmachu Parlamentu przy North Terrace. Całe przedsięwzięcie miało też na celu wygenerowanie miejsc pracy dla złagodzenia masowego bezrobocia spowodowanego Wielkim Kryzysem. Prace w Skrzydle Wschodnim rozpoczęły się w roku 1936, a więc w setną rocznicę stanu Australii Południowej, zakończyły się zaś trzy lata później, w roku 1939, z całkowitym kosztem końcowym na poziomie 241 887 funtów. Po ostatecznym zakończeniu prac, Izby Parlamentu Wielkiej Brytanii były tak uszczęśliwione faktem doprowadzenia projektu do końca po tak długim czasie, że zleciły usunięcie  jednego z kamiennych  lwów zdobiących królewski herb w Izbach Westminsteru i przetransportowanie go do Adelaide. Został on przekazany Parlamentowi Australii Południowej przez Imperialne Stowarzyszenie Parlamentarne (ang. The Empire Parliamentary Association; dziś Commonwealth Parliamentary Association) w roku 1939. Posąg i płytę upamiętniającą to wydarzenie umieszczono w formie dekoracji przed frontem budynku.
Ukończony Gmach Parlamentu został oficjalnie otwarty w dniu 5 czerwca 1939 roku przez Lorda Gowriego, 10. Gubernatora Generalnego Australii, uprzedniego gubernatora Australii Południowej.